# Кукурахцево
Кукурахцево је насељено место у општини Петрич у области Благоевград, Бугарска. Према попису из 2021. године било је 35 становника.
Према секретару Бугарске егзархије Димитру Мишеву, у Кукурахцеву је 1905. године живело 382 Словена хришћана. Кукурахцево је некадашња махала бившег села Игуменец.